# Karmensölden
Karmensölden ist ein in der Oberpfalz gelegenes Dorf, das ein Gemeindeteil von Amberg ist.

## Lage
Der Ort befindet sich in der Region Oberpfälzer Jura und liegt in der gleichnamigen Gemarkung. Karmensölden selbst ist einer von 23 Ortsteilen der kreisfreien Stadt Amberg. Die Ortsmitte der Kernstadt liegt fünfeinhalb Kilometer entfernt und Sulzbach-Rosenberg sechs Kilometer.

## Verkehr
Am südlichen Ende von Karmensölden verläuft die Bundesstraße 85, eine direkte Zufahrt ist von dort aus aber nicht möglich. Die am nächsten gelegene Auffahrt befindet sich einen halben Kilometer südwestlich des Ortes.

## Kultur und Sehenswürdigkeiten

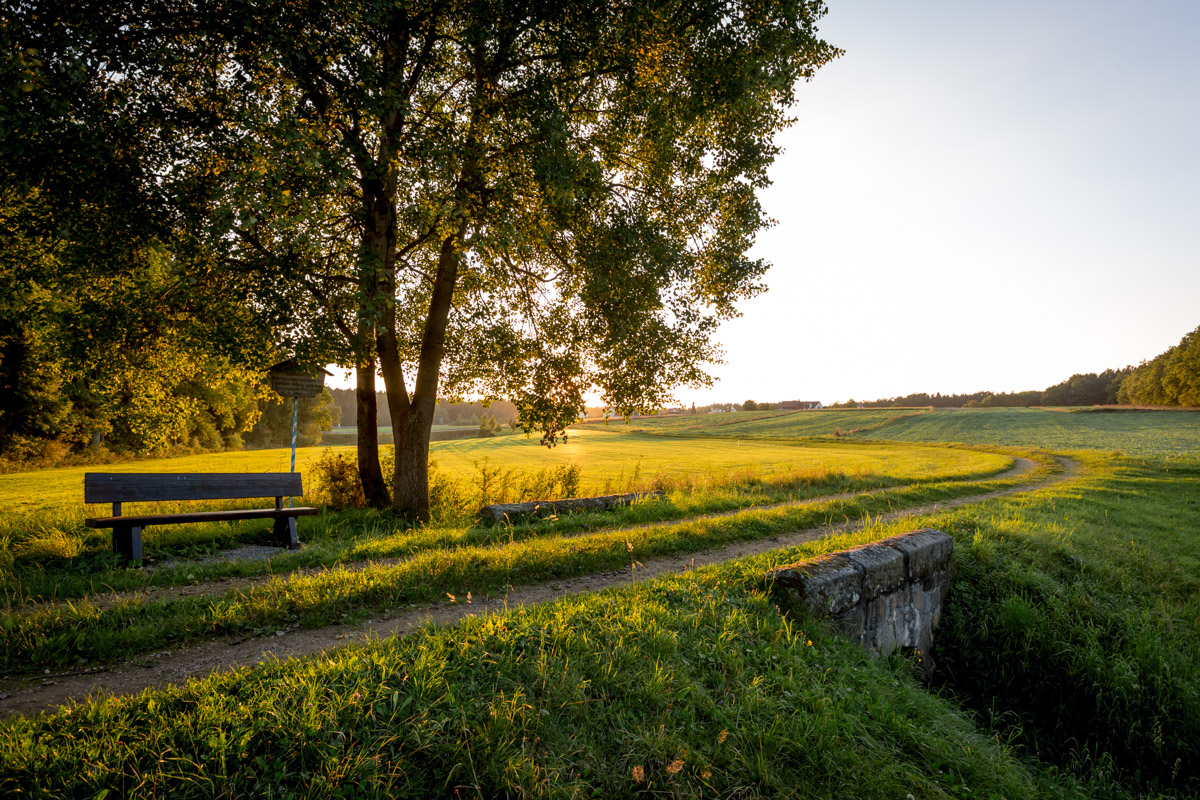
Kleine Steinquader-Bogenbrücke

### Bauwerke
In und um Karmensölden gibt es zwei denkmalgeschützte Bauwerke, eines davon ist eine außerhalb des Ortes gelegene kleine Steinquader-Bogenbrücke.